# Hannogne-Saint-Martin
Hannogne-Saint-Martin är en kommun i departementet Ardennes i regionen Grand Est (tidigare regionen Champagne-Ardenne) i nordöstra Frankrike. Kommunen ligger  i kantonen Flize som ligger i arrondissementet Charleville-Mézières. År 2022 hade Hannogne-Saint-Martin 439 invånare.

## Befolkningsutveckling
Antalet invånare i kommunen Hannogne-Saint-Martin
Referens: INSEE